# Списък на тайните общества
Тази страница е списък на тайните общества по света.
| Герб | Име                      | Област на действие                                      | Функции/Дейност |
| ---- | ------------------------ | ------------------------------------------------------- | --- |
|      | Гностици                 | Европа                                                  | |
|      | Алхимици                 | Европа, Азия                                            | Търсене на философския камък |
|      | Орден на белодрешковците | Европа                                                  | |
|      | Тамплиери                | Европа и Близкия изток                                  | Търсене на светините за християнството (граала, кивота и др.)                                                                      |
|      | Орден на белия пламък    | Средновековна Персия, Саудитска Арабия и Великобритания | Алхимия, астрология, магия и др.                                                                                                   |
|      | Розенкройцерски орден    | Европа                                                  | Известни са три малки книги, публикувани между 1614 и 1616 г. като в тях е залегнала идеята за генерални реформи на света.         |
|      | Масони                   | Целият свят                                             | |
|      | Тевтонски орден          | Северна Европа                                          | |
|      | Златната Зора            | Великобритания                                          | Обединява в едно знанията на масонството, розенкройцерите, както и знанията на средновековните и ренесансови окултисти.            |
|      | Лин-Куей                 | Китай                                                   | Основните цели на клана са обслужване на шпионажа от най-древни времена, провеждане на тайната война и оцеляване в смутни времена. |
|      | Илюминати                | Целия свят                                              | Тайни учения, магия, алхимия и др.                                                                                                 |